# 水ノ子島灯台
水ノ子島灯台（みずのこじまとうだい）は、豊後水道の中央に位置する無人島、水ノ子島にある石造の灯台。行政区域としては大分県佐伯市に属する。日本の灯台50選に選ばれており、Aランクの保存灯台のひとつでもある。離島の灯台としては日本一、石造の灯台としては島根県の出雲日御碕灯台に次いで日本で2番目の高さを有する。

## 概要
日清戦争を機に海運助成策が積極的に推進されたこと、及び、呉鎮守府を母港とする艦隊が豊後水道を航行する際に水ノ子島が障害となったことから建設された。本灯台の工事は灯台建設史上でも屈指の難工事で、完成までに4年という異例の長期間を要した。灯台の構造は、内側に煉瓦を積み、その外側に徳山産の花崗岩を装石積みにしたもので、内部は8層（灯室を含めると9層）とされている。
設計者は石橋絢彦。
木下惠介監督、佐田啓二・高峰秀子主演の1957年（昭和32年）の映画『喜びも悲しみも幾歳月』に登場し、その29年後の1986年（昭和61年）のリメイク版『新・喜びも悲しみも幾歳月』のロケが行われたことでも知られる。
内部の様子は、1986年のNHK特集　渡り鳥謎の夜間飛行で見る事が出来る。

## 歴史
- 1900年（明治33年） - 着工[8][9]。
- 1904年（明治37年）3月20日 - 初点灯。荒波で陸地と隔てられた孤島での建設作業は難工事で完成までに4年を要した[8][9]。
- 1941年（昭和16年）2月1日 - 気象観測業務開始[9]。
- 1945年（昭和20年）3月 - 太平洋戦争末期の米軍機による数次の攻撃で、建設当時からの第1等レンズが破壊される。
- 1946年（昭和21年）5月17日 - アセチレンガス灯の仮灯による復旧[8]。
- 1950年（昭和25年）11月15日 - 戦災復旧工事により、本灯が復旧。第3等大型レンズに変わる[8]。900,000カンデラ、10秒に1閃光[9]。
- 1963年（昭和38年）2月28日 - 自家発電装置を増強。1,200,000カンデラ、白閃光10秒に1閃光、光達距離37km[9]。
- 1977年（昭和53年）5月1日 - 無線方位信号所を設置し、業務開始[9]。
- 1986年（昭和61年）
  - 完全自動化。完全自動化されるまでは灯台守が常駐した[8]。
  - 5月16日 - 映画『新・喜びも悲しみも幾歳月』のロケが、田中健、紺野美沙子共演のもと現地で行われた[9]。
- 1987年（昭和62年） - 灯台吏員退息所及び物置所を改装し、豊後水道海事博物館及び渡り鳥館が開館[8]。
- 1998年（平成10年）4月21日 - 旧水ノ子島灯台吏員退息所など3件が登録有形文化財に登録される。
- 2002年（平成14年） - 沿岸灯台としては初めての波力発電と太陽光発電を併用したハイブリッド電源システムの運用を開始[8]。
- 2004年（平成16年）11月7日 - 初点灯から百周年を記念して鶴見町により水ノ子島灯台体験航海が企画された[10]。
- 2009年（平成21年）2月6日 - 近代化産業遺産に認定。
- 2024年（令和6年）11月 - 光源およびフレネルレンズを撤去。LED回転灯器に変更。

## 水ノ子島灯台吏員退息所
水ノ子島灯台の吏員退息所は、鶴見半島の下梶寄に1904年（明治37年）に完成したもので、内部に5戸の住戸を有する大規模な煉瓦造の建物である。本退息所は1962年（昭和37年）まで使用され、灯台の職員やその家族が生活しており、職員は交替で船で灯台に渡り、勤務していた。
1983年（昭和58年）に鶴見町（現・佐伯市）に払い下げられ、退息所及び物置所が改装されて、1987年（昭和62年）にそれぞれ「豊後水道海事博物館」（現・佐伯市水の子島海事資料館）及び「渡り鳥館」（現・佐伯市水の子島渡り鳥館）として開館した。
海事資料館には灯台の模型や漁具等が、また、渡り鳥館には1963年（昭和38年）から1984年（昭和59年）までの22年間に水ノ子島灯台に衝突した62種・550羽の渡り鳥の剥製が展示されている。
1998年（平成10年）4月21日には、以下の3件が登録有形文化財に登録されている。
- 豊後水道海事博物館（旧水ノ子島灯台吏員退息所）
- 豊後水道海事博物館塀（旧水ノ子島灯台吏員退息所塀）
- 渡り鳥館（旧水ノ子島灯台吏員退息所物置所）

水ノ子島海事資料館外観
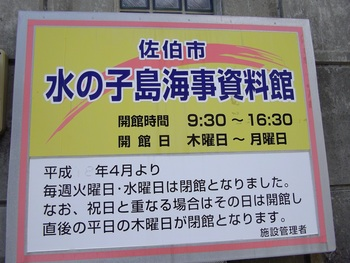
水ノ子島海事資料館案内板（2012年12月）

## 交通
無人島である水ノ子島への定期航路はない。また、上陸には許可が必要である。
夏季には週末を中心に水ノ子島周辺を周遊するクルーズ船が運航されている。また、大分県佐伯市と高知県宿毛市を結んでいた宿毛フェリーの船上からは、水ノ子島灯台を比較的近くから望むことができた。なお、2004年には、水ノ子島灯台の初点灯から百周年を記念して、南海部郡鶴見町（現・佐伯市）によって水ノ子島灯台体験航海が企画された。